# Natalia Gambaro
Natalia Gambaro (Ciudad Jardín, Buenos Aires, 1 de septiembre de 1977) es una abogada y política argentina.

## Trayectoria
Se especializó en investigación del funcionamiento de la Justicia.Fue miembro del Grupo redactor del Proyecto de Reforma del Régimen de Faltas de la Ciudad de Buenos Aires y asesora en la Dirección General de Administración de Infracciones entre 2006 y 2007[cita requerida].
Para las elecciones legislativas de 2009 se había postulado en la lista de Unión Pro, conducida por Francisco de Narváez y Felipe Solá, pero su candidatura fue impugnada, junto a las de las candidatas (Silvia Majdalani, Silvia Lospennato, Ana María López y  Claudia Rucci) por la Justicia Electoral debido a que "no estaba debidamente certificado el requisito constitucional de residencia inmediata mínima de 2 años". Posteriormente la resolución fue apelada y anulada lo que le permitió ser electa para el cargo legislativo y ejercerlo entre 2009 y 2013, asumiendo el 10 de diciembre de 2009. Integró las comisiones de Justicia, Legislación Penal, Defensa Nacional, Prevención de Adicciones y Control del Narcotráfico, y Seguridad Interior. 
En octubre de 2015 se creó la ANMaC (Agencia Nacional de Materiales Controlados), que en diciembre suplantó al Registro Nacional de Armas tras la entrada en vigencia de la ley 27.192, En mayo de 2015 fue designada directora ejecutiva.
Durante el desempeño de sus funciones fue denunciada ante la justicia por irregularidades en su gestión, incluyendo la dudosa implementación de un nuevo sistema para el otorgamiento de permisos para usuarios de armas y su adjudicación irregular a una consultora en salud sobre la que pesaban denuncias. Gambaro también fue señalada debido al ocultamiento del resultado de un allanamiento donde se encontró material controlado por la agencia, y la reapertura de una armería clausurada por irregularidades. La disposiciónante las constantes sospechas sobre casos de corrupción, principalmente el relacionado con la empresa Dienst Consulting, encargada de otorgar las acreditaciones de condición psicofísica a los solicitantes para la portación legítima de armas. Por esas maniobras, el empresario y abogado Adrián Bastianes formuló una denuncia contra el presidente Mauricio Macri, el ministro de Justicia, Germán Garavano y Natalia Gambaro, por lo que la extitular de ANMAC está siendo investigadas por los jueces federales Sebastián Ramos y Claudio Bonadío, por los delitos de administración fraudulenta y asociación ilícita. Finalmente en junio de 2018 fue desplazada de su cargo. Posteriormente el Fiscal Marijuan elevó requerimiento de Instrucción, donde imputó a Natalia Gambaro y reiteró lo solicitado por la Fiscal Paloma Ochoa. finalmente fue removida de su cargo, posteriormente a una serie de escándalos y acusaciones manejos espurios. Además de los casos de corrupción, Gambaro está vinculada al extraño allanamiento en un depósito de Alfredo Coto empresario cercano a Mauricio Macri y uno de los principales aportantes a la campaña de Cambiemos  en el que le encontraron un arsenal de armas de guerra ilegales. Ambos fueron embargados por el juez federal Sebastián Ramos por tres millones de pesos. Luego, el empresario y su hijo fueron sobreseídos por la denuncia de tener escondidas 227 granadas, 41 proyectiles de gases, 27 armas de fuego y 2 de lanzamiento, 3.886 municiones, 14 chalecos antibala, 22 cascos tácticos sin número visible, un silenciador y 9 escudos antitumultos, armamento perteneciente a la Policía Federal y a la Prefectura. Luego de una inspección realizada por veedores de ANMAC al empresario oficialista, una inspección que la propia funcionara macrista ordenara levantar, lo que derivó en una denuncia en su contra por encubrimiento.